# Димитър Димитров (философ)
Вижте пояснителната страница за други личности с името Димитър Димитров.
Димитър Николов Димитров (на македонска литературна норма: Димитар Николов Димитров) е учен, философ, писател, политик и дипломат от Северна Македония, с изявена българска ориентация.

## Биография
Димитър Николов Димитров е роден на 13 ноември 1937 г. във воденското село Цакони (на гръцки Хриса), Гърция. Изведен е от страната по време на Гражданската война в групата на така наречените деца бежанци. Завършва средното си образование в Скопие, след което продължава обучението си във Философския факултет на Скопския университет. Магистърска степен получава в Любляна, а докторска - в Загреб.
Работил е като гимназиален учител и редактор, а от 1967 година е университетски преподавател в Скопие.
Министър на образованието в първото правителство на страната, в правителството на Любчо Георгиевски е министър на културата (1998-1999), а по-късно е посланик в Москва.
Димитров е женен за Ратка Димитрова, а техен син е дипломатът Никола Димитров, който през 2017 година е избран за министър на външните работи на Република Македония в правителството на Зоран Заев.

## Творчество
Първата му книга с разкази „Овчарче“ излиза в 1960 година. Член е на Дружеството на писателите на Македония от 1970 година.
През 1999 година сборникът му с есета и статии, посветени на миналото и настоящето на Република Македония „Името и умът“ е издаден на книжовен български език. В предговора към изданието Димитър Димитров отбелязва:
| „ | От тази книга читателят едва ли ще научи нещо ново за нашите общи предци - за тях той вероятно знае повече. Тази страна на книгата е по-важна за македонския читател, който в пещерата на Платон виждаше техните сенки" | “ |

## Съчинения
- Овчарче (сборник с разкази за деца, 1960)
- Збогум детство (сборник с разкази за деца)
- Кога сме деца (сборник с разкази за деца, 1962)
- Животот и уметноста (студия, 1967)
- Противаставување (есета, 1971)
- Македонски работи (есета, 1991)
- Уметност и човекување (есета, 1992)
- Меѓу тоталитаризам и демократија (есета, 1994)
- Името и умот (статии и есета, 1999)[5]